# District de Haizhou (Fuxin)
Pour les articles homonymes, voir Haizhou.
Le district de Haizhou (海州区 ; pinyin : Hǎizhōu Qū) est une subdivision administrative de la province du Liaoning en Chine. Il est placé sous la juridiction de la ville-préfecture de Fuxin.